# Estación de Xujiahui
Xujiahui (en chino tradicional, 徐家匯站; en chino simplificado, 徐家汇站; pinyin, Xújiāhuì Zhàn) es una estación de transbordo entre las líneas 1 y 9 del Metro de Shanghái. Está situada en el barrio de Xujiahui, en el Distrito de Xuhui, Shanghái, China.
Es una de las estaciones con más tráfico de todo el metro, y está extremadamente abarrotada durante horas puntas. Hay seis grandes centros comerciales y ocho rascacielos de oficinas a menos de tres minutos a pie de las salidas de la estación. Como la apertura de la Línea 9 añadió cuatro nuevas salidas al norte del Grand Gateway Shanghai, la estación tiene un total de 18 salidas. Por esta estación también pasará la Línea 11 cuando se complete.

## Lugares cercanos
- La zona de compras de Xujiahui
- El Grand Gateway Shanghai
- La Catedral de San Ignacio (Salida 3)
- El Campus de Fenlin Road de la Universidad Fudan
- El Campus de Xuhui de la Universidad de Shanghái Jiao Tong
- Carl's Jr.